# 斯波萊托的蘭貝托
斯波萊托的蘭貝托（義大利語：Lamberto II di Spoleto，880年—898年10月15日），義大利國王、羅馬人的皇帝（892年至898年在位）。
891年，他的父親圭多三世被加冕為羅馬人的皇帝，同時蘭貝托成為（名義上的）義大利國王。隔年，蘭貝托被加冕為皇帝，但教宗福慕希望由東法蘭克的阿努爾夫擔任皇帝，後者於893年派私生子茲溫蒂博爾德加入貝倫加爾一世的軍隊攻打圭多。894年圭多意外死亡，同年茲溫蒂博爾德撤退，使年幼的蘭貝托成為唯一的皇帝，由母親攝政。
由於教宗福慕的請求，阿努爾夫再次入侵義大利。在攻陷羅馬後，阿努爾夫於896年被教宗加冕為新任皇帝。然而，教宗福慕在同年去世，阿努爾夫因中風發作而撤軍，蘭貝托獲得對義大利的控制。他隨後與貝倫加爾一世達成協議，貝倫加爾得以控制波河地區。
897年，蘭貝托將70名主教召集至羅馬，宣布先前阿努爾夫的加冕無效，並試圖恢復法蘭克王國的封建制度。然而在898年，蘭貝托於馬倫哥被人暗殺，義大利隨後落入貝倫加爾的控制。
| 蘭貝托圭多王朝出生于：約880年逝世於：898年10月15日 | 蘭貝托圭多王朝出生于：約880年逝世於：898年10月15日 | 蘭貝托圭多王朝出生于：約880年逝世於：898年10月15日 |
| 統治者頭銜                                         | 統治者頭銜                                         | 統治者頭銜                                         |
| -------------------------------------------------- | -------------------------------------------------- | -------------------------------------------------- |
| 前任者： 圭多                                      | 神聖羅馬皇帝 892年–898年                           | 繼任者： 阿努爾夫                                  |
| 前任者： 圭多                                      | 義大利國王 891年–898年                             | 繼任者： 阿努爾夫                                  |
| 義大利貴族爵位                                     |                                                    |                                                    |
| 前任者： 圭多三世                                  | 斯波萊托公爵 894年–898年                           | 繼任者： 圭多四世                                  |
| 前任者： 圭多三世                                  | 卡梅里諾藩侯 894年–898年                           | 繼任者： 圭多四世                                  |